# Calle Larga
Calle Larga est une  commune du Chili de la province de Los Andes, elle-même située dans la région de Valparaiso. En 2016, sa population s'élevait à 14 712 habitants. La superficie de la commune est de 322 km2 (densité de 87 hab./km2).
La commune, qui a été créée en 1891 par le président chilien Jorge Montt, se trouve dans le centre du Chili. Sa croissance est liée à la route CH-57 qui la traverse et relie  via le tunnel de Chacabuco la capitale Santiago du Chili à Los Andes et la traversée des Andes. Le territoire de la commune est encadré par celui de Rinconada à l'ouest, de Los Andes au nord et à l'est et celui de Chacabuco au sud. La commune est reliée à Los Andes par . Le président chilien Pedro Aguirre Cerda (homme politique) est né dans le village de Pocuro situé sur le territoire de la commune.